# Холоденко, Авраам
Авраам Холоденко (1871, Киевская губерния, Российская империя — 25 мая 1942, Тель-Авив, Подмандатная Палестина) — сионистский лидер, педагог и пионер возрождения современного иврита в Российской империи. Холоденко занимал одну из высших должностей в либеральной Партии общих сионистов и сыграл ключевую роль в основании Большой синагоги Тель-Авива, а также культурного центра Онег Шабат, работу над проектированием которого он вел вместе со своим другом Хаимом Нахманом Бяликом, выдающимся поэтом и интеллектуалом.

## Биография
Авраам, сын Якова и Хинды, родился в деревне Ситенки Киевской губернии Российской империи. Его мать умерла при родах, и младенца отправили на воспитание к состоятельному дяде, проживавшему в Иванкове. Под влиянием родственников, последователей еврейского просвещения, юный Авраам занялся изучением Танаха, в совершенстве освоил иврит, а также приобрел широкие познания в европейской и еврейской литературе. О его академических талантах узнал местный раввин Мардохей Левицкий, и согласился давать Аврааму частные уроки.
Получив образование учителя и педагога, Холоденко начал принимать участие в сионистском движении сразу после Первого сионистского конгресса в 1897. Он усердно трудился над образованием сионистского общества в Киевской губернии, которое вскоре насчитывало более 150 членов. В то же время ортодоксальные хасиды, которые горячо противостояли его сионистской деятельности, распространяли порочащие Холоденко слухи. На сторону Холоденко встал раввин Мордехай Дов Тверский, чей отец основал Горностайпольскую династию хасидов.
Холоденко женился на Ривке, дочери Иуды Слуцкого, местного еврейского главы. Вместе с ней он переехал в Киев, где продолжил сионистскую деятельность в области культуры. После Второго сионистского конгресса Холоденко основал первый "улучшенный хедер" — еврейскую школу, в которой помимо изучения Торы и Талмуда акцент ставился на светское образование на иврите. После того как хедер приобрел известность, образовательная программа была расширена: были добавлены вечерние курсы для взрослых, что положительно повлияло на распространение сионизма в Киеве, а также на репатриацию евреев в Израиль из Палестины. Среди учеников Холоденко была Рахель Янаит Бен-Цви, политический лидер социалистического сионизма и жена второго президента Израиля, Ицхака Бен-Цви. Хроническая болезнь горла принудила Холоденко закончить преподавательскую карьеру. Вследствие этого, вплоть до своей кончины в 1942, Авраам Холоденко занимался издательством текстов на иврите.
В 1917 году, в начале Октябрьской революции, Холоденко был избран членом первого сионистского комитета в Киеве. Он приобрел печатный дом и сменил фамилию на Тчия (возрождение), подразумевая возрождение израильского народа. Холоденко издавал на идише газету der Telegraph, но вскоре из-за растущей цензуры ему пришлось уйти в подполье, чтобы иметь возможность продолжать заниматься сионистской деятельностью. Втайне он основал синагогу "Кнессет Израиль", а также школу, где подростки готовились к ручному труду в Палестине. 
В 1920 году Холоденко вместе с несколькими соратниками был арестован и после освобождения иммигрировал в Палестину со своей семьей. В Тель-Авиве Холоденко и его друг Авраам Гутман основали печатный дом неподалеку от гимназии "Герцлия", имя которой издательство и стало носить. Он принимал активное участие в организации Керен ха-Йесод, представляя либеральную сторону в Ишуве и будучи, таким образом, в оппозиции социалистическому большинству. Он также был членом комитета Большой синагоги в Тель-Авиве и делал многочисленные пожертвования на ее строительство. Тесная дружба Холоденко с Хаимом Нахманом Бяликом поспособствовала созданию культурного центра Онег Шабат. Холоденко также был членом президиума Ассоциации русских евреев, Иерусалимского общества и Благотворительного жилищного фонда Тель-Авива, в который он пожертвовал часть своего состояния на помощь бедным. 
Авраам Холоденко скончался в мае 1942 в Тель-Авиве в ходе собрания Партии общих сионистов и был похоронен на кладбище Нахалат Ицхак

## Личная жизнь
Старший сын Холоденко, доктор Итжак Холоденко, отошел от либерального сионизма своего отца и вступил в КПСС. Он служил военным врачом в Красной армии и умер в ходе Гражданской войны.
Второй сын Холоденко, доктор Аарон Холоденко, выпускник медицинской школы Киевского университета, был сионистским активистом во время Британского мандата в Палестине и директором третьей по величине страховой медицинской организации в Израиле, Kupat Holim Meuhedet. Он женился на Иудит Холоденко, члене Комитета образования Тель-Авива и  Ассоциации за равенство женщин. Их дочь, Тамара Холоденко, вышла замуж за Неемию Бен-Авраама, а их сын, Амнон Челед, стал одним из первых юристов, практиковавших в Израиле. Челед женился на Тамар, племяннице члена Кнессета Зви Динштайна и Йорама Динштайна, пятого президента Тель-Авивского университета.  
Дочь Холоденко, Нина (Пнина) Холоденко, вышла замуж за Самуила Каца, выжившего во время Киевского погрома. Нина и Самуил вступили в Ахдут ха-Авода, еврейскую рабочую партию, и стали одними из сооснователей кибуца Эфаль.
Младший сын Авраама Холоденко, Элийаху Холоденко, отправился в Берлин учиться в Консерватории Штерна под руководством Александра фон Филица и выпустился в 1931 году.  Коммунист и антисионист, Элийаху после краткосрочного пребывания в Палестине переехал в Париж и в 1940-х стал работать преподавателем музыки в Парижской консерватории.